# Torbjørn Schei
Torbjørn Schei (ur. 6 listopada 1982 w Steinkjer), znany również jako Thebon – norweski wokalista i autor tekstów. Torbjørn Schei znany jest przede wszystkim z występów w grupie muzycznej Keep of Kalessin. Wraz z zespołem był dwukrotnie nominowany do nagrody norweskiego przemysłu muzycznego Spellemannprisen. Wcześniej był członkiem grupy Sublitirum. Od 2010 roku Schei występuje w thrashmetalowej formacji Hellish Outcast.

## Dyskografia
| - Sublitirum - Chemical Bastard (2000) - Sublitirum - Dark Prophecies (2002) - Sublitirum - Dark Side Of You (EP, 2004) - Keep Of Kalessin - Armada (2006) - Keep Of Kalessin - Kolossus (2008) |  | - Keep Of Kalessin - Reptilian (2010) - Eluveitie - Everything Remains as It Never Was (2010, gościnnie) - In Lingua Mortua - Salon des Refusés (2010, gościnnie) - Subliritum - A Touch of Death (2011, gościnnie) - Infest - Everlasting Genocide (2011, gościnnie) |